# Statut d'observateur
Le statut d'observateur est un privilège accordé par certaines organisations à des non-membres pour leur permettre de participer aux activités de l'organisation. 
Le statut d'observateur est souvent accordé par des organisations intergouvernementales (OIG) à des États non membres et à des organisations internationales non gouvernementales (OING) qui ont un intérêt dans les activités de l'OIG. Les observateurs ont généralement une capacité limitée à participer à l'organisation, n'ayant pas la capacité de voter ou de proposer des résolutions.

## Nations Unies

### Assemblée générale des Nations Unies
L'Assemblée générale des Nations unies peut accorder aux entités le statut d'observateur. Les Nations unies accueillent de nombreuses agences internationales, entités et deux États non membres en tant qu'observateurs, l'État de Palestine et le Vatican. Les observateurs ont le droit de prendre la parole lors des réunions de l'Assemblée générale des Nations unies. En revanche, il ne peuvent pas voter sur les résolutions.
Les États observateurs non membres sont reconnus comme des États souverains et sont libres de soumettre une pétition pour devenir membre à part entière à leur discrétion. 
À l'heure actuelle, l'État de Palestine et le Saint-Siège sont les États observateurs aux Nations unies.  De plus, le Saint-Siège comprend à la fois l'État en tant que Cité du Vatican et l'entité souveraine. La Suisse a également conservé ce statut jusqu'à ce qu'elle devienne un État membre. Entre autres, l'Ordre souverain militaire et hospitalier de Malte et l'Union européenne ont aussi le statut d'observateur ; ce ne sont pas des États au regard du droit international, mais ce sont des entités souveraines.  
Le statut d'observateur ne relève d'aucune disposition de la Charte des Nations unies, mais bel et bien d'un usage, à la suite de la demande du Gouvernement suisse en 1946. D'autres organisations internationales (y compris d'autres agences des Nations unies) peuvent aussi accorder le statut d'observateur.

### Organisation Mondiale de la Santé
La Constitution de l'Organisation mondiale de la santé (OMS) ne reconnaît pas le statut d'observateur, mais le règlement intérieur de son organe décisionnel suprême, l'Assemblée mondiale de la santé (AMS), donne au Directeur général le droit d'inviter des observateurs à la réunion annuelle de l'Assemblée, à condition qu'ils soient « les États ayant fait une demande d'adhésion, les territoires au nom desquels une demande d'adhésion en tant que membre associé a été faite et les États qui ont signé mais n'ont pas accepté la Constitution ».

#### République de Chine
De 1997 à 2008, la République de Chine (RDC), le plus souvent appelée Taïwan, demande chaque année le statut d'observateur auprès de l'OMS, sous différents noms dont « République de Chine », « Taiwan Health Entity » et « Taïwan ». Tous ces efforts échouent, principalement en raison de fermes objections de la République populaire de Chine (RPC) qui ne reconnaît pas la RDC et considère Taïwan comme l'une de ses provinces. Les relations inter-détroit (entre les gouvernements de la RPC et de la RDC) s'améliorent grandement en 2008 et 2009, et le gouvernement de la RPC accepte de négocier sur cette question. Le 29 avril 2009, la directrice générale, Margaret Chan, invite le ministère de la Santé de la RDC à assister à l'Assemblée mondiale de la santé de 2009 sous le nom de « Taipei chinois, ». Le compromis est accepté par la RPC et la RDC. Ce statut ne dure que huit ans et prend fin en 2016 à la suite de l'élection de la candidate présidentielle du PDP Tsai Ing-wen.